# Dolicheremaeus orientalis
Dolicheremaeus orientalis är en kvalsterart som först beskrevs av Aoki 1965.  Dolicheremaeus orientalis ingår i släktet Dolicheremaeus och familjen Tetracondylidae. Inga underarter finns listade i Catalogue of Life.